# Babiana angustifolia
Babiana angustifolia là một loài thực vật có hoa trong họ Diên vĩ. Loài này được Sweet miêu tả khoa học đầu tiên năm 1826.